# Grozni (Pobeda, Adiguesia)
Grozni (del ruso: Грозный) es un jútor del raión de Maikop en la república de Adiguesia de Rusia. Está situado en la orilla izquierda del Bélaya, afluente del río Kubán, 5 km al norte de Tulski y 7 km al sur de Maikop, la capital de la república. Tenía 640 habitantes en 2010.
Pertenece al municipio Pobedenskoye.